# Pomona (Nova York)
Pomona és una població dels Estats Units a l'estat de Nova York. Segons el cens del 2000 tenia 2.726 habitants.

## Demografia
Segons el cens del 2000, Pomona tenia 2.726 habitants, 906 habitatges, i 813 famílies. La densitat de població era de 433,1 habitants per km².
Dels 906 habitatges en un 35,5% hi vivien nens de menys de 18 anys, en un 81,1% hi vivien parelles casades, en un 5,5% dones solteres, i en un 10,2% no eren unitats familiars. En el 7,7% dels habitatges hi vivien persones soles el 2,6% de les quals corresponia a persones de 65 anys o més que vivien soles. El nombre mitjà de persones vivint en cada habitatge era de 2,94 i el nombre mitjà de persones que vivien en cada família era de 3,08.
Per edats la població es repartia de la següent manera: un 22,3% tenia menys de 18 anys, un 6,4% entre 18 i 24, un 23,7% entre 25 i 44, un 36,9% de 45 a 60 i un 10,6% 65 anys o més.
L'edat mediana era de 44 anys. Per cada 100 dones de 18 o més anys hi havia 98,8 homes.
La renda mediana per habitatge era de 103.608 $ i la renda mediana per família de 108.399 $. Els homes tenien una renda mediana de 72.857 $ mentre que les dones 48.958 $. La renda per capita de la població era de 43.946 $. Entorn de l'1,5% de les famílies i el 2% de la població estaven per davall del llindar de pobresa.